# Laplace-Gleichung

Lösung der Laplace-Gleichung auf einem Kreisring mit den Dirichlet-Randwerten u(r=2)=0 und u(r=4)=4sin(5*θ)

Die Laplace-Gleichung (nach Pierre-Simon Laplace) ist die elliptische partielle Differentialgleichung zweiter Ordnung
{\displaystyle \Delta \Phi =0}
für eine skalare Funktion {\displaystyle \Phi } in einem Gebiet {\displaystyle \Omega \subset \mathbb {R} ^{n}}, wobei {\displaystyle \Delta } den Laplace-Operator darstellt. Damit ist sie die homogene Poisson-Gleichung, das heißt, die rechte Seite ist null. Die Laplace-Gleichung ist der Prototyp einer elliptischen partiellen Differentialgleichung.

## Definition
Das mathematische Problem besteht darin, eine skalare, zweifach stetig differenzierbare Funktion {\displaystyle \Phi } zu finden, welche die Gleichung
{\displaystyle \Delta \Phi =0}
erfüllt. Die Lösungen dieser Differentialgleichung {\displaystyle \Phi } werden als harmonische Funktionen bezeichnet.
Der Laplace-Operator {\displaystyle \Delta } ist für eine skalare Funktion allgemein definiert als
{\displaystyle \Delta \Phi =\operatorname {div} \left(\operatorname {grad} \,\Phi \right)=\nabla ^{2}\Phi =\nabla \cdot \nabla \Phi }.

## Koordinatendarstellungen
Ist ein spezielles Koordinatensystem gegeben, so kann man die Darstellung der Laplace-Gleichung in diesen Koordinaten berechnen. In den am häufigsten gebrauchten Koordinatensystemen lässt sich die Laplace-Gleichung schreiben als:
In kartesischen Koordinaten
{\displaystyle \Delta =\sum _{k=1}^{n}{\frac {\partial ^{2}}{\partial x_{k}^{2}}}},
woraus sich im dreidimensionalen Raum entsprechend:
{\displaystyle {\frac {\partial ^{2}\Phi }{\partial x^{2}}}+{\frac {\partial ^{2}\Phi }{\partial y^{2}}}+{\frac {\partial ^{2}\Phi }{\partial z^{2}}}=0}
ergibt.
In Polarkoordinaten,
{\displaystyle {\frac {1}{\rho }}{\frac {\partial }{\partial \rho }}\left(\rho {\frac {\partial \Phi }{\partial \rho }}\right)+{\frac {1}{\rho ^{2}}}{\frac {\partial ^{2}\Phi }{\partial \varphi ^{2}}}=0}
In Zylinderkoordinaten,
{\displaystyle {\frac {1}{\rho }}{\frac {\partial }{\partial \rho }}\left(\rho {\frac {\partial \Phi }{\partial \rho }}\right)+{\frac {1}{\rho ^{2}}}{\frac {\partial ^{2}\Phi }{\partial \varphi ^{2}}}+{\frac {\partial ^{2}\Phi }{\partial z^{2}}}=0}
In Kugelkoordinaten,
{\displaystyle {\frac {1}{r^{2}}}{\frac {\partial }{\partial r}}\left(r^{2}{\frac {\partial \Phi }{\partial r}}\right)+{\frac {1}{r^{2}\sin \theta }}{\frac {\partial }{\partial \theta }}\left(\sin \theta {\partial \Phi  \over \partial \theta }\right)+{\frac {1}{r^{2}\sin ^{2}\theta }}{\frac {\partial ^{2}\Phi }{\partial \varphi ^{2}}}=0}.
Weitere Darstellungen finden sich bei Elliptische Koordinaten sowie Ellipsoidische Koordinaten, Parabolische Koordinaten und Kegelkoordinaten. Die allgemeine Darstellung in orthogonalen Koordinaten findet sich dort.

## Bedeutung in der Physik
Die Bedeutung der Laplace-Gleichung oder Potentialgleichung, wie sie in der Physik häufig genannt wird, umfasst viele Teilbereiche der Physik. Erahnen lässt sich dies möglicherweise an folgenden Beispielen:
Wärmeleitung
Ein zeitlich konstantes Temperaturgefälle kann die Laplace-Gleichung erfüllen.
Die Laplace-Gleichung an sich lässt sich auch aus der Wärmeleitungsgleichung erhalten. Im stationären Fall, also im Gleichgewichtszustand, ist die Zeitableitung in der Wärmeleitungsgleichung null. Diese Gleichung ist die Poisson-Gleichung. Sind nun weiterhin keine Quellen oder Senken vorhanden, findet also kein weiterer Wärmeaustausch – beispielsweise mit der Umgebung – als der betrachtete statt, so wird die Wärmeleitungsgleichung zur Laplace-Gleichung.
Beispiel hierfür ist ein Metallstab, unter welchem an einem Ende eine Kerze steht und dessen anderes Ende mittels Eiswasser gekühlt wird. Auf dem Stab wird sich nach einiger Zeit ein zeitlich konstantes Temperaturgefälle ausbilden, welches die Laplace-Gleichung erfüllt (Temperaturaustausch mit der Umgebung wird vernachlässigt).
Das gleiche Beispiel etwas praktischer findet sich in der Isolierung von Häusern. Die Heizung im Inneren ist dabei die Kerze und die kalte Außenluft das Eiswasser.
Elektrostatik
In der Elektrostatik genügt das elektrische Potential im ladungsfreien Raum der Laplace-Gleichung. Dies ist ein Spezialfall der Poisson-Gleichung der Elektrostatik.
Wird beispielsweise eine leitende Kugel in ein  äußeres elektrisches Feld gebracht, so ordnen sich die Elektronen auf der Oberfläche um. Ergebnis dieser Umordnung ist, dass das Potential auf der Kugeloberfläche konstant ist. Nach dem Minimum-Maximum-Prinzip (siehe unten) ist somit das Potential innerhalb der Kugel konstant.
Dies ist das Wirkprinzip des faradayschen Käfigs. Da die elektrische Spannung als Potentialdifferenz definiert ist und das Potential wie eben gesagt konstant ist, ist man im Inneren vor Stromschlägen sicher.
Fluiddynamik
Eine stationäre, zweidimensionale, inkompressible, wirbelfreie Strömung kann auch mittels einer Potentialgleichung anstelle der vollen Navier-Stokes-Gleichungen beschrieben werden. Mit Hilfe einer solchen Potentialfunktion können einfache Strömungen wie z. B. laminare Strömungen in Röhren analytisch ohne aufwendige Computerprogramme berechnet werden.

## Randwertprobleme
Es lassen sich drei Arten von Randwertproblemen unterscheiden. Das Dirichlet-Problem, das Neumann-Problem und das gemischte Problem. Diese unterscheiden sich durch die Art der zusätzlichen Randbedingungen.
Dabei ist generell {\displaystyle \Omega \subset \mathbb {R} ^{n}} ein beschränktes Gebiet und {\displaystyle \partial \Omega } der Rand von {\displaystyle \Omega }.

### Dirichlet-Problem
Beim Dirichlet-Problem wird die stetige Abbildung {\displaystyle \varphi (y)} auf dem Rand {\displaystyle \partial \Omega } vorgegeben. Es werden mit anderen Worten die Werte vorgegeben, welche die Lösung der Laplace-Gleichung auf dem Rand annehmen soll.
Formuliert werden kann das Dirichlet-Problem dabei auf folgende Weise:
{\displaystyle \left\{{\begin{array}{rcll}\Delta \Phi &=&0&{\text{in}}\ \Omega \\\Phi &=&\varphi &{\text{auf}}\ \partial \Omega \\\end{array}}\right.}
Die Lösung des Dirichlet-Problems ist eindeutig.

### Neumann-Problem
Beim Neumann-Problem wird die Normalenableitung auf dem Rand {\displaystyle \partial \Omega } vorgegeben, welche die Lösung der Laplace-Gleichung annehmen soll.
Formuliert werden kann das Neumann-Problem dabei auf folgende Weise:
{\displaystyle \left\{{\begin{array}{rcll}\Delta \Phi &=&0&{\text{in}}\ \Omega \\{\frac {\partial \Phi }{\partial n}}&=&h&{\text{auf}}\ \partial \Omega \\\end{array}}\right.}
wobei {\displaystyle {\tfrac {\partial \Phi }{\partial n}}} die Richtungsableitung von {\displaystyle \Phi } in Richtung der Flächennormale von ∂Ω bezeichnet.
Die Lösung des Neumann-Problems ist bis auf eine additive Konstante eindeutig.

### Gemischtes Problem
Das gemischte Randwertproblem stellt eine Kombination des Dirichlet- und des Neumann-Problems dar,
{\displaystyle \left\{{\begin{array}{rcll}\Delta \Phi &=&0&{\text{in}}\ \Omega \\{\frac {\partial \Phi }{\partial n}}+c_{0}\Phi &=&h&{\text{auf}}\ \partial \Omega \\\end{array}}\right.}
mit einer Konstanten {\displaystyle c_{0}}, wobei zur Lösung dieses Problems weitere Bedingungen, wie beispielsweise Anfangswerte nötig sind.
Das gemischte Problem ist ohne bekannte Zusatzbedingungen, wie z. B. Anfangswerten, nicht eindeutig lösbar. Die Eindeutigkeit dieses Problems erfordert die eindeutige Lösbarkeit der Differentialgleichung der Werte auf dem Rand:
{\displaystyle {\frac {\partial \Phi }{\partial n}}+c_{0}\Phi =h\ {\text{auf}}\ \partial \Omega }.
Ist diese Differentialgleichung jedoch auf Grund von weiteren Informationen eindeutig lösbar, so kann das gemischte Problem in ein Dirichlet-Problem überführt werden, welches eine eindeutige Lösung besitzt.

## Mittelwertsatz von Gauß
Ist {\displaystyle \Phi } im Gebiet {\displaystyle \Omega } harmonisch, so ist ihr Funktionswert {\displaystyle \Phi (x_{0})} an der Stelle {\displaystyle x_{0}\in \Omega } gleich dem Mittelwert von {\displaystyle \Phi (y)} auf der Oberfläche jeder Kugel {\displaystyle B(x_{0},r)} um {\displaystyle x_{0}} mit Radius {\displaystyle r}, sofern die Kugel in {\displaystyle \Omega } liegt und die Funktionswerte von {\displaystyle \Phi (y)} auf der Oberfläche stetig sind,
{\displaystyle \Phi (x_{0})={\frac {1}{|S(x_{0},r)|}}\oint _{S(x_{0},r)}\!\Phi (y)\,\mathrm {d} S={\frac {1}{|B(x_{0},r)|}}\int _{B(x_{0},r)}\!\Phi (y)\,\mathrm {d} y\,.}
Hierbei ist {\displaystyle S(x_{0},r)} die Kugeloberfläche der Kugel {\displaystyle B(x_{0},r)\subset \Omega } mit Mittelpunkt {\displaystyle x_{0}\in \Omega } und Radius {\displaystyle r\,,}
{\displaystyle |S(x_{0},r)|=\omega _{n}\,r^{n-1}}
{\displaystyle |B(x_{0},r)|={\frac {\omega _{n}\,r^{n}}{n}}}
mit dem Flächeninhalt {\displaystyle \omega _{n}} der Oberfläche der {\displaystyle n}-dimensionalen Einheitskugel
{\displaystyle \omega _{n}={\frac {n\pi ^{n/2}}{(n/2)!}}={\frac {2\pi ^{n/2}}{\Gamma ({\frac {n}{2}})}}}
Hierbei ist {\displaystyle \Gamma } die Gammafunktion, die analytische Erweiterung der Fakultät auf nicht-natürliche Zahlen, wie sie für jedes nicht-gerade {\displaystyle n} auftreten.

## Minimum-Maximum-Prinzip
Aus dem Mittelwertsatz von Gauß ergibt sich, dass die Lösung der Laplace-Gleichung {\displaystyle \Phi (x)} in einem beschränkten Gebiet {\displaystyle \Omega } weder ihr Minimum noch ihr Maximum annimmt, sofern die Werte {\displaystyle \Phi (y)} auf dem Rand {\displaystyle \partial \Omega } stetig und nicht konstant sind.
Dies bedeutet:
{\displaystyle \max\{\Phi (\mathbf {x} ),\mathbf {x} \in \Omega \}<\max\{\Phi (\mathbf {x} ),\mathbf {x} \in {\overline {\Omega }}\}=\max\{\Phi (\mathbf {y} ),\mathbf {y} \in \partial \Omega \}\,}
{\displaystyle \min\{\Phi (\mathbf {y} ),\mathbf {y} \in \partial \Omega \}=\min\{\Phi (\mathbf {x} ),\mathbf {x} \in {\overline {\Omega }}\}<\min\{\Phi (\mathbf {x} ),\mathbf {x} \in \Omega \}\,.}
Somit liegen die Funktionswerte in {\displaystyle \Omega } immer zwischen dem Minimum und dem Maximum der Werte auf dem Rand:
{\displaystyle \min\{\Phi (\mathbf {y} ),\mathbf {y} \in \partial \Omega \}<\Phi (\mathbf {x} )<\max\{\Phi (\mathbf {y} ),\mathbf {y} \in \partial \Omega \}\,} für alle {\displaystyle \mathbf {x} \in \Omega }.
Ausnahme von oben genanntem Prinzip ist der triviale Fall, dass die Randwerte konstant sind, weil in diesem Fall die Lösung insgesamt konstant ist.

## Lösung der Laplace-Gleichung

### Fundamentallösung
Um die Fundamentallösung {\displaystyle \gamma \colon \mathbb {R} ^{n}\to \mathbb {R} } der Laplace-Gleichung zu finden, bietet es sich an die Rotationsinvarianz des Laplace-Operators auszunutzen. Man setzt hierfür {\displaystyle \gamma (x)=g(|x|)} an, wobei {\displaystyle |x|} die euklidische Norm von {\displaystyle x} bezeichnet. Mithilfe der Kettenregel verwandelt sich die Laplace-Gleichung für {\displaystyle \gamma } in eine gewöhnliche Differentialgleichung zweiter Ordnung von {\displaystyle g}. Man erhält für die nur von {\displaystyle |x|} abhängige Funktion {\displaystyle \gamma } dann folgende dimensionsabhängige Formel:
{\displaystyle \gamma (x):=\left\{{\begin{array}{rl}-{\frac {1}{2\pi }}\ln {|x|}\ ,&n=2\\{\frac {1}{(n-2)\,\omega _{n}}}{\frac {1}{|x|^{n-2}}}\ ,&n>2\\\end{array}}\right.}
mit dem Flächeninhalt {\displaystyle \omega _{n}} der Oberfläche der {\displaystyle n}-dimensionalen Einheitskugel
{\displaystyle \omega _{n}={\frac {n\pi ^{n/2}}{\Gamma ({\frac {n}{2}}+1)}}={\frac {2\pi ^{n/2}}{\Gamma ({\frac {n}{2}})}}}.
Hierbei ist {\displaystyle \Gamma (\cdot )} die Gammafunktion, die analytische Erweiterung der Fakultät auf nicht-natürliche Zahlen, wie sie für jedes nicht-gerade {\displaystyle n} auftreten.
Zu beachten ist hierbei, dass die Fundamentallösung {\displaystyle \gamma } keine eigentliche Lösung der Laplace-Gleichung ist, wenn der Ursprung in {\displaystyle \Omega } liegt, da sie in diesem Punkt eine Singularität aufweist.
Im Folgenden wird die Lösung des Dirichlet-Problems diskutiert. Dabei ist zu beachten, dass das Neumann-Problem und das gemischte Problem durch Lösung der Differentialgleichung der Randwerte in ein Dirichlet-Problem überführt werden können.

### Lösung mittels Greenscher Funktion
Kernproblem ist die Konstruktion der Greenschen Funktion, welche nicht in jedem Fall existieren muss. Die Auffindung dieser ist im Allgemeinen schwierig, zumal die Greensche Funktion vom Gebiet {\displaystyle \Omega }, auf welchem die Laplace-Gleichung erfüllt ist, abhängt. Ist die Greensche Funktion jedoch bekannt, so kann mit ihrer Hilfe die Lösung des Dirichlet-Problems eindeutig erfolgen.
Grundlage der Bestimmung der Greenschen Funktion ist die Fundamentallösung {\displaystyle \gamma } der Laplace-Gleichung.
Zusätzlich muss eine Hilfsfunktion {\displaystyle h(x,y)} konstruiert werden, welche in {\displaystyle \Omega } zweifach stetig differenzierbar ist und stetig auf {\displaystyle \partial \Omega } mit {\displaystyle x\in \Omega } folgende Bedingungen erfüllt:
{\displaystyle \left\{{\begin{array}{rcll}\Delta _{y}h(x,y)&=&0\ ,&x\in {\overline {\Omega }},\,y\in \Omega \\h(x,y)&=&-\gamma (x,y)\ ,&x\in \Omega ,\,y\in \partial \Omega \\\end{array}}\right.}
Das Auffinden dieser Hilfsfunktion ist der zentrale Schritt bei der Ermittlung der Greenschen Funktion.
Die Greensche Funktion {\displaystyle G(x,y)} ergibt sich gemäß:
{\displaystyle G(x,y)=h(x,y)+\gamma (x-y)},
woraus sich die Lösung des Dirichlet-Problems {\displaystyle \Phi (x)} in {\displaystyle \Omega } berechnen lässt:
{\displaystyle \Phi (x)=-\int _{\partial \Omega }\!\Phi (y){\frac {\partial G(x,y)}{\partial n(y)}}\,\mathrm {d} S}

### Lösung mittels Trennung der Veränderlichen
Die Laplace-Gleichung lässt sich in der Ebene in allen Koordinatensystemen trennen, wenn diese eine konforme Abbildung der kartesischen Koordinaten sind.:665 Ebenso gelingt in drei-Dimensionen die einfache Trennung der Veränderlichen (englisch simple separation:96) in orthogonalen Koordinatensystemen, deren Koordinatenflächen konfokale Quadriken oder deren degenerierten Formen sind.:7:511, siehe die folgenden Abschnitte und Elliptische Koordinaten sowie Ellipsoidische Koordinaten, Kegelkoordinaten oder Parabolische Koordinaten. Zudem ist eine allgemeinere Möglichkeit der Trennung der Veränderlichen (englisch R-separation:96) in zehn weiteren 3D Koordinatensystemen gegeben, deren Koordinatenflächen Rotationsflächen sind,:97 siehe auch die Liste orthogonaler Koordinatensysteme.

#### Lösung in Kartesischen Koordinaten
In Kartesischen Koordinaten ist die Lösung besonders einfach, weil die Koordinatenlinien Geraden sind. Das Vorgehen wird in zwei Dimensionen vorgeführt und lässt sich ohne Probleme auf mehr Dimensionen übertragen.:11 Es wird der Separationsansatz {\displaystyle \Phi (x,y)=X(x)\cdot Y(y)} gemacht und in die Laplace-Gleichung eingesetzt:
{\displaystyle \Delta \Phi ={\frac {\partial ^{2}\Phi }{\partial x^{2}}}+{\frac {\partial ^{2}\Phi }{\partial y^{2}}}={\frac {\partial ^{2}X}{\partial x^{2}}}Y+X{\frac {\partial ^{2}Y}{\partial y^{2}}}=0}
Division durch {\displaystyle \Phi =X\cdot Y} liefert
{\displaystyle {\frac {\frac {\partial ^{2}X}{\partial x^{2}}}{X}}+{\frac {\frac {\partial ^{2}Y}{\partial y^{2}}}{Y}}=0}
Weil der erste Term nur von {\displaystyle x} und der zweite nur von {\displaystyle y} abhängt, kann diese Gleichung im gesamten betrachteten Gebiet nur dann erfüllt werden, wenn beide Brüche Konstanten ergeben:
{\displaystyle {\frac {\frac {\partial ^{2}X}{\partial x^{2}}}{X}}=\alpha \;\rightarrow \;{\frac {\partial ^{2}X}{\partial x^{2}}}-\alpha X=0}
Letzteres ist eine gewöhnliche Differenzialgleichung. Die Konstante oben eingesetzt liefert eine weitere, von der ersten entkoppelte Differenzialgleichung:
{\displaystyle {\frac {\frac {\partial ^{2}X}{\partial x^{2}}}{X}}+{\frac {\frac {\partial ^{2}Y}{\partial y^{2}}}{Y}}=\alpha +{\frac {\frac {\partial ^{2}Y}{\partial y^{2}}}{Y}}=0\;\rightarrow \;{\frac {\partial ^{2}Y}{\partial y^{2}}}+\alpha Y=0}
Der Spezialfall α=0 liefert lineare Funktionen {\displaystyle X(x)=A+Bx} bzw. {\displaystyle Y(y)=C+Dy} mit Konstanten {\displaystyle A,B,C,D} als Lösungen. Im allgemeinen Fall wird die Gleichung durch einen Exponentialansatz
{\displaystyle f(t)=Ae^{ct}\;\rightarrow \;{\frac {{\rm {d}}f}{{\rm {d}}t}}=cAe^{ct}\;\rightarrow \;{\frac {{\rm {d}}^{2}f}{{\rm {d}}t^{2}}}=c^{2}Ae^{ct}}
gelöst, denn:
{\displaystyle c={\sqrt {-\beta }}\;\rightarrow \;{\frac {{\rm {d}}^{2}f}{{\rm {d}}t^{2}}}+\beta f=(c^{2}+\beta )Ae^{ct}=0}
Bei negativem β sind {\displaystyle e^{\pm ct}} oder Sinus hyperbolicus und Kosinus hyperbolicus Lösungsfunktionen mit exponentiellem Verlauf und bei positivem β führt die Eulersche Formel auf den Sinus und Cosinus, die wellenförmige Kurven darstellen. Die Laplace-Gleichung wird daher auch von Funktionen der Form
{\displaystyle {\begin{aligned}\Phi (x,y)=&[A\sin(\alpha x)+B\cos(\alpha x)][C\sinh(\alpha y)+D\cosh(\alpha y)]\\&+[E\sinh(\alpha x)+F\cosh(\alpha x)][G\sin(\alpha y)+H\cos(\alpha y)],\,\alpha \in \mathbb {R} \end{aligned}}}
erfüllt und weil sie eine homogene lineare Differentialgleichung ist, können die Lösungen superponiert werden:
{\displaystyle {\begin{aligned}\Phi (x,y)=&M+Nx+Py+Qxy\\&+\sum _{n=1}^{\infty }{\big \{}[A_{n}\sin(\alpha _{n}x)+B_{n}\cos(\alpha _{n}x)][C_{n}\sinh(\alpha _{n}y)+D_{n}\cosh(\alpha _{n}y)]\\&\qquad \quad +[E_{n}\sinh(\alpha _{n}x)+F_{n}\cosh(\alpha _{n}x)][G_{n}\sin(\alpha _{n}y)+H_{n}\cos(\alpha _{n}y)]{\big \}}\end{aligned}}}
Die vorkommenden Konstanten {\displaystyle M,N,P,Q} sowie {\displaystyle A_{n},B_{n},C_{n},D_{n},E_{n},F_{n},G_{n},H_{n},\alpha _{n}} für {\displaystyle n=1,2,\dots } dienen der Anpassung an die Randbedingungen.

#### Lösung in Polarkoordinaten
Grundlage bei dieser Lösung ist die Fouriermethode. Das Dirichlet-Problem wird dabei in Polarkoordinaten betrachtet
{\displaystyle \left\{{\begin{array}{rcll}\Delta \Phi (r,\phi )&=&0&{\text{in}}\ \Omega \\\Phi &=&\Phi (r_{0},\phi _{0})&{\text{auf}}\ \partial \Omega \\\end{array}}\right.}
und die gesuchte Funktion {\displaystyle \Phi (r,\phi )} mittels der Trennung der Variablen in zwei unabhängige Funktionen gespalten. Der gewählte Ansatz lautet somit:
{\displaystyle \Phi (r,\phi )=v(r)\,w(\phi ).}
Die Einsetzung dieses Ansatzes in die Laplace-Gleichung und Nutzung eines Separationsansatzes führt das Problem auf zwei gewöhnliche Differentialgleichungen zurück.
Die Lösungen dieser gewöhnlichen Differentialgleichungen lauten:
{\displaystyle \left\{{\begin{array}{rcl}w(\phi )&=&c_{1,n}\cos(n\phi )+c_{2,n}\sin(n\phi )\ ,\\v(r)&=&d_{1}\,r^{n}+d_{2}\,r^{-n}\ .\\\end{array}}\right.}
Dabei sind {\displaystyle c_{1,n}\,}, {\displaystyle c_{2,n}\,}, {\displaystyle d_{1}\,}, {\displaystyle d_{2}\,} Konstanten und {\displaystyle n={\sqrt {\lambda }}}, wobei {\displaystyle \lambda } – die Konstante aus dem Separationsansatz – positiv und reell ist, wodurch (bei der Erlangung der Lösungen) die {\displaystyle 2\pi }-Periodizität des Winkels erfüllt wird. Diese Periodizität kann auch als die Stetigkeit der Werte von {\displaystyle \Phi (r,\phi )} auf dem Rand {\displaystyle \partial \Omega } interpretiert werden.
Wäre {\displaystyle d_{2}\neq 0}, so würde in {\displaystyle r=0} eine Singularität vorliegen, was wiederum der Stetigkeitsvoraussetzung in {\displaystyle \Omega } widerspricht. Somit ist {\displaystyle d_{2}=0}.
Werden diese Lösungen in den oben gewählten Separationsansatz eingesetzt und nach dem Superpositionsprinzip über alle möglichen Lösungen aufsummiert, so ergibt sich die Lösung der Laplace-Gleichung,:
{\displaystyle \Phi (r,\phi )=\sum _{n=0}^{\infty }\Phi _{n}(r,\phi )={\frac {1}{2}}a_{0}+\sum _{n=1}^{\infty }r^{n}(a_{n}\cos(n\phi )+b_{n}\sin(n\phi )).}
wobei {\displaystyle a_{0}\,}, {\displaystyle a_{n}\,} und {\displaystyle b_{n}\,} die Fourierkoeffizienten der Werte von {\displaystyle \Phi (r_{0},\phi _{0})} sind.

#### Lösung in drei Dimensionen mit Kugelkoordinaten
In Kugelkoordinaten hat die Laplace-Gleichung die Form
{\displaystyle {\frac {1}{r^{2}}}{\frac {\partial }{\partial r}}\left(r^{2}{\frac {\partial \Phi }{\partial r}}\right)+{\frac {1}{r^{2}\sin \theta }}{\frac {\partial }{\partial \theta }}\left(\sin \theta {\partial \Phi  \over \partial \theta }\right)+{\frac {1}{r^{2}\sin ^{2}\theta }}{\frac {\partial ^{2}\Phi }{\partial \varphi ^{2}}}=0}.
Die Laplace-Gleichung in Kugelkoordinaten ist mit dem Separations-Ansatz lösbar. Der radiale Teil setzt sich aus Potenzen der Radial-Koordinate {\displaystyle r} zusammen und der Winkel-Teil lässt sich mit Hilfe von Kugelflächenfunktionen {\displaystyle Y_{\ell m}(\theta ,\phi )} angeben, welche wiederum als Produkt der komplexen Exponentialfunktion und den assoziierten Legendre-Polynomen darstellbar sind.
{\displaystyle \Phi (r,\theta ,\phi )=\sum _{\ell =0}^{\infty }\sum _{m=-\ell }^{\ell }(A_{\ell m}r^{\ell }+B_{\ell m}r^{-\ell -1})Y_{\ell m}(\theta ,\varphi )}
Bei azimutaler Symmetrie ({\displaystyle m=0}) vereinfacht sich die Lösung mit den Legendre-Polynomen {\displaystyle P_{\ell }(\cdot )}
{\displaystyle \Phi (r,\theta ,\phi )=\sum _{\ell =0}^{\infty }(A_{\ell }r^{\ell }+B_{\ell }r^{-\ell -1})P_{\ell }(\cos \theta )}.

#### Allgemeines Vorgehen in drei Dimensionen
Das allgemeine Vorgehen zur Trennung der Variablen im dreidimensionalen euklidischen Raum basiert auf der Stäckel-Matrix, die mit den orthogonalen Koordinaten {\displaystyle u^{1,2,3}} assoziiert ist::509
{\displaystyle \mathbf {S} :={\begin{pmatrix}\varphi _{11}(u^{1})&\varphi _{12}(u^{1})&\varphi _{13}(u^{1})\\\varphi _{21}(u^{2})&\varphi _{22}(u^{2})&\varphi _{23}(u^{2})\\\varphi _{31}(u^{3})&\varphi _{32}(u^{3})&\varphi _{33}(u^{3})\end{pmatrix}}}
In jeder ihrer Zeilen stehen Ansatzfunktionen nur einer Variablen oder Konstanten. Die Stäckel-Determinante ist die Determinante
{\displaystyle S:=\mathrm {det} (\mathbf {S} )={\begin{vmatrix}\varphi _{11}(u^{1})&\varphi _{12}(u^{1})&\varphi _{13}(u^{1})\\\varphi _{21}(u^{2})&\varphi _{22}(u^{2})&\varphi _{23}(u^{2})\\\varphi _{31}(u^{3})&\varphi _{32}(u^{3})&\varphi _{33}(u^{3})\end{vmatrix}}}
mit den Minoren
{\displaystyle M_{11}(u^{2},u^{3})={\begin{vmatrix}\varphi _{22}&\varphi _{23}\\\varphi _{32}&\varphi _{33}\end{vmatrix}}\,,\;M_{21}(u^{1},u^{3})=-{\begin{vmatrix}\varphi _{12}&\varphi _{13}\\\varphi _{32}&\varphi _{33}\end{vmatrix}}\,,\;M_{31}(u^{1},u^{2})={\begin{vmatrix}\varphi _{12}&\varphi _{13}\\\varphi _{22}&\varphi _{23}\\\end{vmatrix}}}
Die Bedingungen für die Separierbarkeit der skalaren Laplace-Gleichung sind
{\displaystyle g_{ii}={\frac {S}{M_{i1}}}Q,\,i=1,2,3,\;{\frac {\sqrt {g}}{S}}=f_{1}(u^{1})\cdot f_{2}(u^{2})\cdot f_{3}(u^{3})\cdot R^{2}\cdot Q}
Darin sind
- {\displaystyle g_{ii}={\vec {g}}_{i}\cdot {\vec {g}}_{i}} Metrikkoeffizienten, die das Betragsquadrat der kovarianten Basisvektoren {\displaystyle {\vec {g}}_{i}:={\tfrac {\partial {\vec {r}}}{\partial u^{i}}}} des Koordinatensystems sind,
- {\displaystyle g=g_{11}\cdot g_{22}\cdot g_{33}},
- {\displaystyle f_{1,2,3}} irgendwelche Funktionen nur einer Koordinate, und
- {\displaystyle Q(u^{1},u^{2},u^{3}),R(u^{1},u^{2},u^{3})} Funktionen, die von allen drei Koordinaten abhängen können.

Die erste Bedingung bedeutet, dass es möglich sein muss, eine Stäckel-Determinante zu bilden, die in der angegebenen Weise mit den Metrikkoeffizienten und der Funktion Q zusammenhängt. Die zweite Bedingung besagt, dass {\displaystyle {\tfrac {\sqrt {g}}{QR^{2}S}}} ein separierbares Produkt ist. Wenn das gewährleistet ist, dann bestimmen sich die Faktoren {\displaystyle U^{i}(u^{i})} für die Lösungsfunktion
{\displaystyle \Phi (u^{1},u^{2},u^{3})={\frac {U^{1}(u^{1})U^{2}(u^{2})U^{3}(u^{3})}{R(u^{1},u^{2},u^{3})}}}
und die Trennungskonstanten {\displaystyle \alpha _{j}} aus den drei entkoppelten gewöhnlichen Differenzialgleichungen
{\displaystyle {\frac {1}{f_{i}}}{\frac {\partial }{\partial u^{i}}}\left(f_{i}{\frac {\partial U^{i}}{\partial u^{i}}}\right)+U^{i}\sum _{j=1}^{3}\alpha _{j}\varphi _{ij}=0,\;i=1,2,3}
Im einfachen Fall Q=R=1 (englisch simple separation:96) ist {\displaystyle \alpha _{1}=0}, siehe auch Helmholtz-Gleichung#Separation der Helmholtz-Gleichung. Im allgemeinen Fall Q,R≠1 (englisch R-separation:96):665 ist
{\displaystyle \alpha _{1}=-{\frac {Q}{R}}\sum _{i=1}^{3}{\frac {1}{f_{i}g_{ii}}}{\frac {\partial }{\partial u^{i}}}\left(f_{i}{\frac {\partial R}{\partial u^{i}}}\right)={\text{const.}}}
notwendig und hinreichend für die Trennbarkeit der Laplace-Gleichung.:96